# Anthony Berkeley
Anthony Berkeley (* 5. Juli 1893 in Watford; † 9. März 1971; eigentlich Anthony Berkeley Cox, Veröffentlichungen auch unter dem Pseudonym Francis Iles) war ein britischer Journalist und Kriminalschriftsteller.

## Lebenslauf
Anthony Berkeley besuchte das University College London. Nach der Zeit als Soldat im Ersten Weltkrieg arbeitete er als Journalist unter anderem für die Magazine Punch und The Humorist. Mitte der 20er begann sein Erfolg als Krimischriftsteller mit seinem ersten Roman mit dem Amateurdetektiv Roger Sheringham. Von 1925 bis 1934 erschienen neun Romane und mehrere Kurzgeschichten in dieser Serie. Der bekannteste davon, The Poisoned Chocolate Case, war ursprünglich als Parodie eines Kriminalromans gedacht: Es werden darin sechs verschiedene gleichermaßen plausible Lösungen eines Mordfalls präsentiert. Daneben erschienen auch immer wieder andere Detektivromane als Anthony Berkeley, A. B. Cox, A. Monmouth Platts und ab 1931 auch als Francis Iles.
1928 war er der Initiator des Detection Club, der sich dem klassischen, fairen Detektivroman verpflichtete und dem sich berühmte Autoren wie Agatha Christie, Dorothy L. Sayers und Gilbert K. Chesterton anschlossen. Er war auch an allen frühen Veröffentlichungen des Clubs beteiligt, die von mehreren Autoren gemeinsam kapitelweise geschrieben worden waren, darunter Behind the Screen, The Scoop und The Floating Admiral (dt. Die letzte Fahrt des Admirals).
1932 experimentierte er in Before the Fact auch mit den psychologischen Aspekten des Verbrechens und war damit Vorreiter einer Weiterentwicklung des Kriminalromans. Das Buch diente Alfred Hitchcock als Vorlage für seinen Film Verdacht aus dem Jahr 1941.
Dennoch wandte er sich Ende der 30er Jahre ab von den Kriminalgeschichten und beschränkte sich auf journalistische Tätigkeiten. Ab 1938 arbeitete er als Kritiker für den Daily Telegraph und John O'London's Weekly, später auch für die Sunday Times und den Guardian.

## Werke
Berkeleys Erfolg beschränkte sich auf den englischsprachigen Raum. Deutschsprachige Übersetzungen seiner Bücher sind meist erst nach seinem Tod bei verschiedenen Verlagen erschienen.

### Roger-Sheringham-Reihe
- The Layton Court Mystery (1925)
- The Wychford Poisoning Case (1926)
- The Vane Mystery (1927, auch als The Mystery at Lovers' Cave)
- The Silk Stocking Murders (1928)
- The Poisoned Chocolate Case (1929, dt. 1931 Der Detektiv-Klub, dt. Der Fall mit den Pralinen)
- The Second Shot (1930, dt. 1934 Der zweite Schuss)
- Top Storey Murder (1931, dt. 1932 Mord in der Mansarde, dt. Der Mord unter dem Dach)
- Murder in the Basement (1932, dt. Der Kellermord)
- Jumping Jenny (1933, auch als Dead Mrs. Stratton, dt. Galgenvögel)
- Panic Party (1934, auch als Mr. Pidgeon's Island, dt. 1936 Spiel mit dem Feuer)

### Andere
- Professor on Paws (1926)
- Mr. Priestley's Problem (1927 als A. B. Cox)
- Cicely Disappears (1927 als A. Monmouth Platts)
- The Piccadilly Murder (1929, dt. 1933 Ich könnte schwören, dass ...)
- The Second Shot (1930)
- Malice Aforethought. The Story of a Commonplace Crime (1931 als Francis Iles. Dt. Vorsätzlich. Die Geschichte eines gewöhnlichen Verbrechens. Nest-Verlag, Nürnberg 1949. Von der schwedischen Svenska Deckarakademin 1974 postum mit dem Schwedischen Krimipreis – Kategorie Bester ins Schwedische übersetzte Kriminalroman ausgezeichnet).[3]
- Before the Fact (1931 als Francis Iles, dt. Vor der Tat)
- The Policeman Only Taps Once (1936)
- Trial and Error (1937, dt. Der verschenkte Mord)
- Not to Be Taken (1938, auch als A Puzzle in Poison)
- As for the Women (1931 als Francis Iles)
- Death in the House (1939)

### Detection Club
an folgenden Krimiveröffentlichungen des Detection Club war Berkeley beteiligt:
- Behind the Screen (1930)
- The Scoop (1931)
- The Floating Admiral (1931, dt. Die letzte Fahrt des Admirals)
- Ask a Policeman (1933)
- Six Against the Yard (1936)